# 長山站 (日本)
長山站（日语：／ Nagayama eki */?）是位於愛知縣豐川市上長山町西水神平，東海旅客鐵道（JR東海）的飯田線車站。

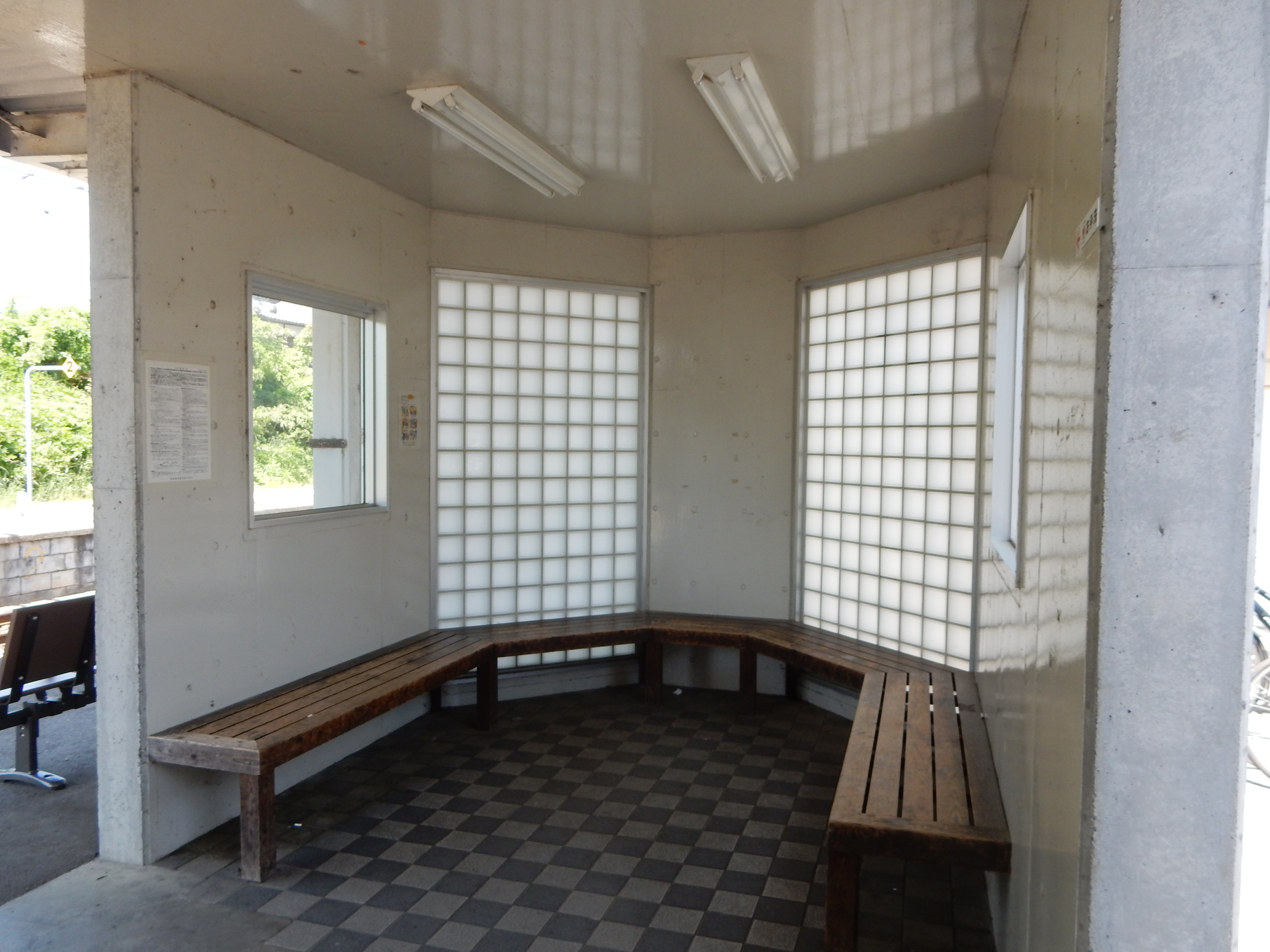
車站內部(2018年4月)

## 歷史
在豐川鐵道啟用時，此站還未沒有計劃建設。由於當地民居強烈要求建設車站，因此當地居民無償提供土地以建設此站，並且提供人手建設車站。
- 1899年（明治32年）10月19日 - 豐川鐵道車站啟用[2]。
- 1943年（昭和18年）8月1日 - 豐川鐵道被國有化，成為飯田線的一部分[2][3]。
- 1962年（昭和37年）6月20日 - 結束車載貨物起卸業務[2]。貨物起卸業務縮減至小型貨物。
- 1971年（昭和46年）12月1日 - 結束小型貨物起卸業務，貨物業務完全廢止。同時結束行李起卸業務[2]。
- 1984年（昭和59年）2月24日 - 飯田線南部引入中央控制行車 (CTC) 導入，成為無人車站[4]。
- 1987年（昭和62年）4月1日 - 伴隨國鐵分割民營化，車站由東海旅客鐵道（JR東海）營運[2][3]。
- 2002年（平成14年） - 重建車站大樓[5]。

## 車站構造
車站是一座地面車站，設有2面2線的相對式月台，可進行列車交會。1號月台為一線通過結構。
車站大樓位於1號月台（上行線）側，兩月台之間設有站內平交道連接。此站是由豐川站管理的無人車站。此站曾經設有正八角形瓦磚屋頂和圓形窗門的車站大樓。在成為無人車站便荒廢了，並開始著手重建車站大樓。廁所（可讓輪椅人士使用）和自動販賣機位於檢票口外。

### 月台
| 月台 | 路線   | 上下行 | 方向               | 備註                 |
| ---- | ------ | ------ | ------------------ | -------------------- |
| 1    | 飯田線 | 上行   | 豐橋方向           |                      |
| 2    | 飯田線 | 下行   | 中部天龍、飯田方向 |                      |
| 2    | 飯田線 | 上行   | 豐橋方向           | 從此站出發的列車使用 |

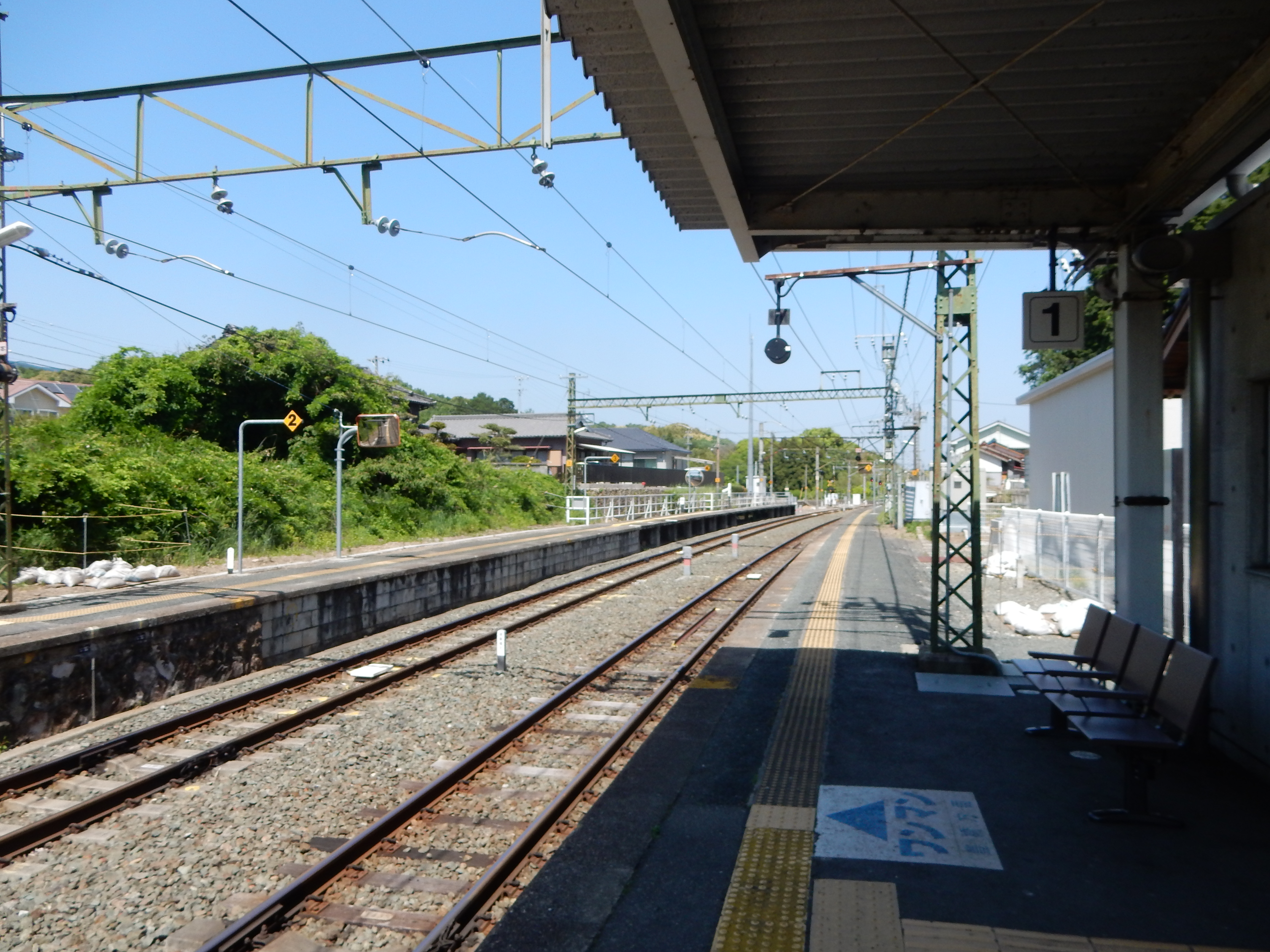
月台(2018年4月)
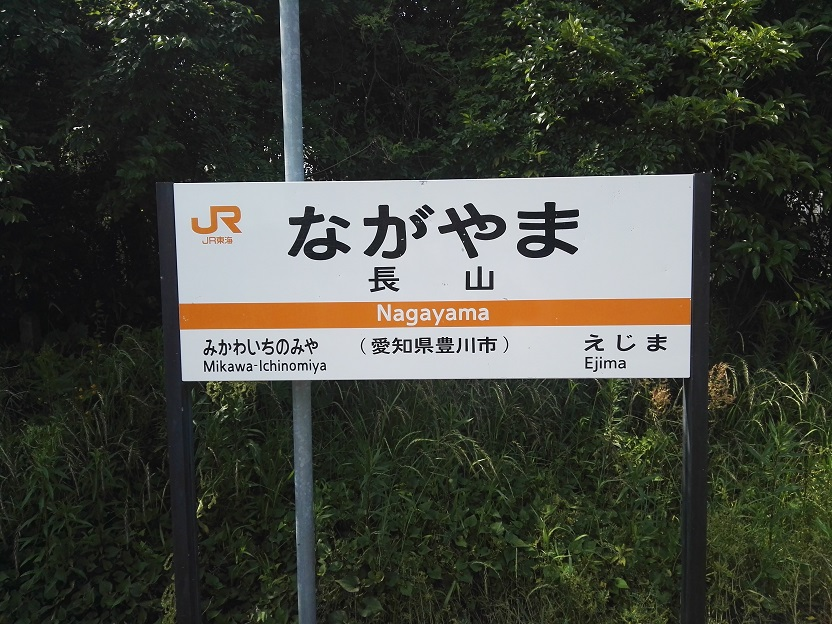
站名牌(2019年5月)

## 使用狀況
以下為近年1日乘車人次列表：
| 乘車人次變化 | 乘車人次變化     | 乘車人次變化 |
| 年度         | 1日平均 乘車人次 |              |
| ------------ | ---------------- | ------------ |
| 2002         | 209              |              |
| 2003         | 201              |              |
| 2004         | 190              |              |
| 2005         | 186              |              |
| 2006         | 184              |              |
| 2007         | 177              |              |
| 2008         | 180              |              |
| 2009         | 180              |              |
| 2010         | 203              |              |
| 2011         | 214              |              |
| 2012         | 192              |              |
| 2013         | 194              |              |
| 2014         | 191              |              |
| 2015         | 208              |              |
| 2016         | 211              |              |
| 2017         | 205              |              |

## 車站周邊
車站位於豐川市東北方一宮地區（舊寶飯郡一宮町）。
- 豐川市立一宮東部小學（日语：豊川市立一宮東部小学校）
- 豐川
- 國道151號（日语：国道151号）
- 親睦交流館 本宮之湯
- 本宮山（日语：本宮山 (岡崎市・豊川市・新城市)）登山道

在豐川鐵道時代（1932年），此站最接近該公司經營的「長山遊園地」，後來在太平洋戰爭中關閉。

## 巴士路線
長山站巴士站
- 豐川市社區巴士（日语：豊川市コミュニティバス） 一宮地區地域路線「本宮線野會號」中回

長山巴士站（距離車站約300米）
- 豐鐵巴士（日语：豊鉄バス）新豐線

## 相鄰車站
東海旅客鐵道（JR東海）
 飯田線
■快速（只有上行班次）、■普通
三河一宮－長山－江島

## 注腳
1. ↑  新編豊川市史編集委員会（編）.  第三卷. 豐川市. 2007: 569頁 （日语）.
2. 1 2 3 4 5  石野哲（編）. . JTB. 1998: 98頁. ISBN 978-4-533-02980-6 （日语）.
3. 1 2  曾根悟（監修）. 朝日新聞出版分冊百科編集部（編集） , 编. . 週刊 歴史でめぐる鉄道全路線 国鉄・JR (朝日新聞出版). 2009-07-26, (3): 15–17 （日语）.
4. ↑  東海旅客鉄道飯田支店（監修）. . 新葉社. 2005: 92頁 （日语）.
5. ↑  川島令三. . 第4卷 鹽尻站-名古屋東部. 講談社. 2010: 35頁（配線圖）、77頁. ISBN 978-4-06-270064-1.。方角的配線圖與實際地圖比較對照。
6. ↑  東海旅客鐵道（編）. . 東海旅客鐵道. 2007: 732・733頁 （日语）.
7. ↑  笠原香・塚本雅啓. . 大正出版. 2007: 92頁. ISBN 978-4-8117-0657-3 （日语）.
8. ↑  宮脇俊三（編）. . 5 東海道570駅. 小學館. 1992: 125頁 （日语）.
9. 1 2  用車站時間表的方向資訊。詳情參見JR東海官方網站的各站時間表 （页面存档备份，存于）（截至2015年1月）。
10. ↑  「豐川市之統計」